# Rho-Theta
Rho-Theta ist ein in der Navigation verwendeter Begriff für eine Gruppe von Ortungs-Verfahren, die auf der Messung von Polarkoordinaten (Richtung und Entfernung zu einem Funkfeuer) beruhen.
Der Begriff setzt sich aus den Namen zweier griechischer Buchstaben zusammen:
- Rho (griech. ρ) als Synonym für Distanzmessung bzw. für range
- Theta (griech. θ) für die zugehörige Richtungsmessung.

Wenn Richtung und Distanz zu einem Fixpunkt gemessen werden, ergibt sich aus dessen geografischen Koordinaten die Position des Standorts durch Anwendung der ersten Geodätischen Hauptaufgabe. In der Flugnavigation zählt zum Beispiel VOR/TACAN zu dieser Verfahrensgruppe, in der Langstreckennavigation das (inzwischen technisch veraltete) NavaRho.